# Rogeria minima
Rogeria minima är en myrart som beskrevs av Kusnezov 1958. Rogeria minima ingår i släktet Rogeria och familjen myror. Inga underarter finns listade i Catalogue of Life.